# Helvesiek
Helvesiek település Németországban, azon belül Alsó-Szászország tartományban. Lakosainak száma 864 fő (2023. december 31.).

## Népesség
A település népességének változása:
| Lakosok száma | 789  | 770  | 791  | 797  | 837  | 868  | 864  |
|               | 2010 | 2016 | 2017 | 2019 | 2021 | 2022 | 2023 |